# Orahilibadalu
Orahilibadalu is een bestuurslaag in het regentschap Nias Barat van de provincie Noord-Sumatra, Indonesië. Orahilibadalu telt 347 inwoners (volkstelling 2010).